# Vila Itoupava
Vila Itoupava é um distrito da cidade de Blumenau criado em 1943, através da lei estadual nº 941 de 31 de dezembro. Encontra-se na zona norte da cidade, a 25 km da zona central. Caracteriza-se por uma clima mais ameno devido à sua altitude (aproximadamente 200m) e uma população marcadamente de origem germânica (pop. est. 2000 hab.).